# Государственный комитет Российской Федерации по кинематографии
Государственный комитет Российской Федерации по кинематографии — орган при правительстве РФ с 1992 по 2004 год.

## История
Комитет Российской Федерации по кинематографии (Роскомкино) создан 30 сентября 1992 года. Преобразован из Комитета в Госкомитет указом о структуре федеральных органов исполнительной власти от 14 августа 1996 года.
Председатели:
- 1992—1999 — Армен Николаевич Медведев;
- 1999—2004 — Александр Алексеевич Голутва.

30 июня 2004 года функции приняло на себя Федеральное агентство по культуре и кинематографии (Роскультура) при Министерстве культуры и массовых коммуникаций Российской Федерации. С 2004 года по 2008 год председателем был Михаил Швыдкой. Упразднено Указом Президента РФ от 12.05.2008 № 724.